# هوبره کوری
هوبره کوری (نام علمی: Ardeotis kori) نام یک گونه از سرده هوبره‌های بیابان است.